# Christian Juhl
Christian Willumsen Juhl (Esbjerg, 29 april 1898 - Esbjerg, 27 september 1962) was een Deens turner. 
Tijdens de Olympische Zomerspelen 1920 won Juhl de gouden medaille in de landenwedstrijd vrij systeem.

## Resultaten

### Olympische Zomerspelen
| Jaar | Plaats    | Resultaten                         |
| ---- | --------- | ---------------------------------- |
| 1920 | Antwerpen | in de landenwedstrijd vrij systeem |